# Liparis revoluta
Liparis revoluta là một loài thực vật có hoa trong họ Lan. Loài này được Hook. & Arn. mô tả khoa học đầu tiên năm 1832.